# Jim B. Tucker

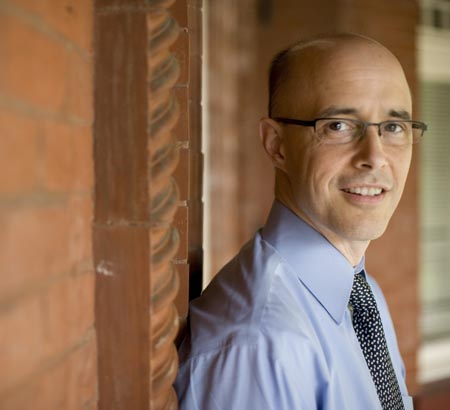
Jim B. Tucker

Jim B. Tucker (ur. 1 stycznia 1960 w Goldsboro) – amerykański lekarz psychiatra, parapsycholog, dyrektor medyczny Kliniki Psychiatrii Dziecięcej i Rodzinnej oraz profesor nadzwyczajny psychiatrii i nauk neurobehawioralnych na Uniwersytecie Wirginii. W polu jego głównych zainteresowań naukowych są dzieci, które twierdzą, że posiadają wspomnienia swoich poprzednich żyć, a także przedporodowe i porodu. Tucker jest autorem książki Życie sprzed życia, w której prezentuje przegląd ponad czterech dekad badań nad reinkarnacją prowadzonych przez Division of Perceptual Studies. Tucker, kwalifikowany psychiatra dziecięcy, pracował przez kilka lat z Ianem Stevensonem, a po jego przejściu na emeryturę w 2002 roku, przejął jego badania.
O badaniach Tuckera wspominano w prasie oraz w radio i telewizji. Przeprowadzona przez Tuckera analiza przypadku Camerona Macaulaya została przedstawiona w filmie dokumentalnym pt. Extraordinary People – The Boy Who Lived Before.

## Życiorys
Tucker studiował na University of North Carolina at Chapel Hill, gdzie był członkiem bractwa studenckiego Phi Beta Kappa i uzyskał licencjat z psychologii oraz medyczny tytuł naukowy. Obecnie jest profesorem nadzwyczajnym psychiatrii i nauk neurobehawioralnych oraz dyrektorem medycznym Kliniki Psychiatrii Dziecięcej i Rodzinnej Uniwersytetu Wirginii.
Mieszka wraz ze swoją żoną Christine McDowell Tucker, która jest psychologiem klinicznym, w Charlottesville w stanie Wirginia, USA Tucker był prelegentem na kilku konferencjach naukowych i publicznych. Uważał, że czuł się nieusatysfakcjonowany swoją pracą psychiatry dziecięcego oraz był otwarty na możliwość, że ludzie są czymś więcej niż ich ciała materialne i chciał podjąć dalsze badania tego tematu. Pomimo że został wychowany na południowego baptystę, nie utożsamia się z żadną religią i uważa się za sceptyka w stosunku do reinkarnacji. Równocześnie postrzega ją jako najlepsze wytłumaczenie dla zjawisk związanych z najintensywniejszymi opisanymi do tej pory przypadkami. Po zapoznaniu się z badaniami Iana Stevensona, Tucker zainteresował się opisywanymi przez dzieci wspomnieniami poprzedniego życia oraz perspektywą ich badania

## Badania nad reinkarnacją
Podczas gdy Ian Stevenson skupił się w swoich badaniach nad przypadkami w Azji, Tucker studiował głównie przypadki wśród dzieci w USA
Naukowiec zauważa, że u około 70% przypadków dzieci utrzymujących, że pamiętają swoje poprzednie życia, śmierć nastąpiła w sposób nienaturalny; sugerując, że traumatyczne okoliczności śmierci mogą mieć związek z hipotetycznym przetrwaniem świadomości. Zauważa także, że okres pomiędzy śmiercią a narodzinami wynosi przeciętnie około 17 miesięcy, a nietypowe znamiona mogą korespondować ze śmiertelnymi ranami odniesionymi przez zmarłego.
Tucker stworzył skalę intensywności przypadku (ang. Strength Of Case Scale, S.O.C.S.), która określa cztery aspekty potencjalnego przypadku reinkarnacji:  „(1) czy osoba ma znamiona/defekty korespondujące z domniemanym poprzednim życiem; (2) siła twierdzeń o poprzednim życiu; (3) występowanie zachowań nawiązujących do poprzedniego życia; i (4) ocena możliwości istnienia powiązania pomiędzy dzieckiem relacjonującym wspomnienia poprzedniego życia, a domniemanym poprzednim życiem”.
Krytycy argumentują, że nie ma materialnego wytłumaczenia na przetrwanie świadomości po śmierci. Tucker w odpowiedzi sugeruje, że mechanika kwantowa może dostarczać mechanizmu, za pomocą którego wspomnienia i emocje mogłyby być przenoszone z jednego życia do drugiego. Uważa, że skoro akt obserwacji prowadzi do załamania się funkcji falowej, świadomość nie może być jedynie produktem wtórnym mózgu, a jest raczej osobną jednostką, która ma wpływ na materię. Naukowiec twierdzi, że postrzeganie świadomości jako fundamentalnej, niematerialnej części wszechświata sprawia, że możemy sobie wyobrazić, że kontynuuje ona istnienie po śmierci mózgu. Posługuje się analogią do telewizora i transmisji telewizyjnej – telewizor jest niezbędny do dekodowania sygnału, ale go nie wytwarza. W podobny sposób mózg jest niezbędny, aby świadomość mogła się wyrazić, ale nie musi być jej źródłem.

## Badania Tuckera w mediach
Od przejęcia badań Iana Stevensona w 2002 roku Tucker udzielał wywiadów na temat reinkarnacji w prasie oraz innych mediach w USA, Wielkiej Brytanii i Kanadzie.
W 2006 roku w ramach filmu dokumentalnego pt. „Extraordinary People: The Boy Who Lived Before” dla Channel 5, Tucker przeprowadził analizę przypadku Camerona Macaulaya. Badanie rozpoczęto w Glasgow, gdzie Tucker przeprowadził wywiad z sześcioletnim chłopcem i jego matką Normą, na temat relacjonowanych przez chłopca wspomnień dotyczących jego poprzedniego życia na wyspie Barra, będącej częścią Hebrydów zewnętrznych i leżącą jakieś 200 mil od domu rodzinnego chłopca w Glasgow. Psychiatra towarzyszył matce z synem w podróży na wyspę, która miała być próbą zweryfikowania twierdzeń Camerona na temat jego życia na wyspie. Opisy poprzedniego domu rodzinnego chłopca okazały się całkowicie trafne, a nazwisko „Robertson” także okazało się autentyczne, nie udało się jednak odnaleźć mężczyzny, którego chłopiec wspominał jako swojego ojca na wyspie
Film dokumentalny pokrótce wspomina także o innym przypadku badanym przez Tuckera – Guna Taylora ze Środkowo-Zachodnich Stanów Zjednoczonych, który w wieku około półtora roku zaczął twierdzić, że jest swoim własnym dziadkiem, który powrócił do rodziny. Tucker zauważa, że oboje chłopców wspomina o wpadaniu przez „dziurę” lub „okienko” z jednego życia do drugiego.
W 2009 roku Tucker udzielił wywiadu dla Larry King Live na temat badanych przez siebie przypadków.

## Publikacje
- Tucker JB. „Religion and medicine.” [List] The Lancet 353:1803, 1999.
- Tucker JB. „Modification of attitudes to influence survival from breast cancer.” [Komentarz] The Lancet 354:1320, 1999.
- Keil HHJ, Tucker JB. „An unusual birthmark case thought to be linked to a person who had previously died.” Psychological Reports 87:1067-1074, 2000.
- Tucker JB, Keil HHJ. „Can cultural beliefs cause a gender identity disorder?” Journal of Psychology & Human Sexuality 13(2):21-30, 2001.
- Tucker JB. „Religion and Medicine.” In Medicine Across Cultures: History and Practice of Medicine in Non-Western Cultures, Selin H (ed.). Dordrecht, The Netherlands: Kluwer Academic Publishers, 373-384, 2003.
- Tucker JB. „Reincarnation.” In Macmillan Encyclopedia of Death and Dying, Kastenbaum R (ed.). New York: Macmillan Reference USA, 705-710, 2003.
- Keil HHJ & Tucker JB. „Children who claim to remember previous lives: Cases with written records made before the previous personality was identified.”Journal of Scientific Exploration, 19(1):91-101, 2005.
- Sharma P & Tucker JB. „Cases of the reincarnation type with memories from the intermission between lives.” Journal of Near-Death Studies, 23(2):101-118, 2005.
- Tucker JB. „Juvenile-onset bipolar disorder?” [List] Journal of the American Academy of Child and Adolescent Psychiatry, 44(10):966, 2005.
- Tucker JB. Life Before Life: A Scientific Investigation of Children’s Memories of Previous Lives, New York: St. Martin’s Press, 2005, 256 stron.  ISBN 0-312-32137-6.
- Tucker JB. Return to Life: Extraordinary Cases of Children Who Remember Past Lives, New York: St. Martin’s Press, 2013, 244 stron.  ISBN 978-1-250-00584-7.
- Pasricha SK, Keil J, Tucker JB, Stevenson I. „Some bodily malformations attributed to previous lives.” Journal of Scientific Exploration, 19(3):359-383, 2005.
- Tucker, JB. „Children’s reports of past-life memories: A review.” EXPLORE: The Journal of Science and Healing, 4(4):244-248, 2008.
- Tucker JB & Keil HHJ. „Experimental birthmarks: New cases of an Asian practice. International Journal of Parapsychology,
- Jim Tucker, M.D. Return to Life: Extraordinary Cases of Children Who Remember Past Lives. New York: St. Martin’s Press, 2013, 256 stron.,  ISBN 978-1-250-00584-7.

W języku polskim:
- Jim B. Tucker. Życie sprzed życia. Purana 2005, 256 stron,,  ISBN 978-83-60170-09-0.